# (2581) Radegast
(2581) Radegast (1980 VX) – planetoida z pasa głównego asteroid okrążająca Słońce w ciągu 3,35 lat w średniej odległości 2,24 j.a. Odkryta 11 listopada 1980 roku.